# Адрее
„Адрѐе“ е акционерно дружество за производство на електрическа енергия. Основано е в Бургас през 1926 г.
Капиталовложители в акционерното дружество са Българска търговска банка, тютюнотърговско дружество „Бяло море“, „Бъдеще“ АД, застрахователно дружество „България“, френският електротехнически тръст от финансовата група около „Банк дьо Пари е де Паи ба“ в Париж.
През 1928 – 1929 г. е построена термична електроцентрала с мощност около 1700 kW край Бургас за използване на въглищата от мините „Черно море“ и „Хотина“. До 1944 г. е главен снабдител на електроенергия в Бургаска област. Дружеството е национализирано през 1947 г.